# Lista de músicas de Rebeldes (banda)
Este anexo lista todas as músicas Banda Rebeldes, derivada da telenovela Rebelde Brasil.

## Integrantes
- Chay Suede
- Lua Blanco
- Mel Fronckowiak
- Sophia Abrahão
- Micael Borges
- Arthur Aguiar

## Músicas de Rebeldes
| Rap da separação                       | 2012 | Rebeldes             | Português | Rebeldes (banda)                                            |
| Como um Rockstar                       | 2011 | Rebeldes             | Português | Lua Blanco e Chay Suede                                     |
| Depois da Chuva                        | 2011 | Rebeldes             | Português | Arthur Aguiar                                               |
| Quando Estou do Seu Lado               | 2011 | Rebeldes             | Português | Mel Fronckowiak e Chay Suede                                |
| O Amor Está em Jogo                    | 2011 | Rebeldes             | Português | Lua Blanco, Chay Suede e Micael Borges                      |
| Do Jeito Que Eu Sou                    | 2011 | Rebeldes             | Português | Lua Blanco                                                  |
| Livre pra Viver                        | 2011 | Rebeldes             | Português | Micael Borges                                               |
| Outra Frequência                       | 2011 | Rebeldes             | Português | Mel Fronckowiak e Sophia Abrahão                            |
| Rebelde para Sempre                    | 2011 | Rebeldes             | Português | Chay Suede, Micael Borges e Lua Blanco                      |
| Juntos até o Fim                       | 2011 | Rebeldes             | Português | Rebeldes (banda)                                            |
| Tchau pra Você                         | 2011 | Rebeldes             | Português | Chay Suede                                                  |
| Um Dia de Cada Vez                     | 2011 | Rebeldes             | Português | Sophia Abrahão, Chay Suede, Arthur Aguiar e Mel Fronckowiak |
| Só Pro Meu Prazer                      | 2011 | Rebeldes             | Português | Sophia Abrahão e Micael Borges                              |
| Ponto Fraco                            | 2011 | Rebeldes             | Português | Sophia Abrahão e Micael Borges                              |
| Você é o Melhor Pra Mim                | 2011 | Rebeldes             | Português | Lua Blanco e Arthur Aguiar                                  |
| Do Jeito que Eu Sou" (Versão acústica) | 2011 | Rebeldes             | Português | Lua Blanco                                                  |
| Born This Way                          | 2012 | Rebeldes - Ao vivo   | Inglês    | Sophia Abrahão                                              |
| Rap Rebeldes                           | 2012 | Rebeldes - Ao vivo   | Português | Micael Borges                                               |
| Last Nite                              | 2012 | Rebeldes - Ao vivo   | Inglês    | Chay Suede                                                  |
| Firework                               | 2012 | Rebeldes - Ao vivo   | Inglês    | Lua Blanco                                                  |
| Toda a Forma de Amor                   | 2012 | Rebeldes - Ao vivo   | Português | Arthur Aguiar                                               |
| Loca                                   | 2012 | Rebeldes - Ao vivo   | Inglês    | Mel Fronckowiak                                             |
| Meu jeito, seu jeito                   | 2012 | Meu Jeito, Seu Jeito | Português | Lua Blanco                                                  |
| Nada Pode Nos Parar                    | 2012 | Rebeldes - Ao vivo   | Português | Lua Blanco e Chay Suede                                     |
| Rebelde Para Sempre (Remix)            | 2012 | Rebeldes - Ao vivo   | Português | Rebeldes (banda)                                            |
| Só Amanhã                              | 2012 | Meu Jeito,Seu Jeito  | Português | Sophia Abrahão e Micael Borges                              |
| Liberdade Consciente                   | 2012 | Meu Jeito, Seu Jeito | Português | Micael Borges, Lua Blanco e Arthur Aguiar                   |
| Ta em Casa                             | 2012 | Meu Jeito, Seu Jeito | Português | Lua Blanco e Micael Borges                                  |
| Certos Dias                            | 2012 | Meu Jeito, Seu Jeito | Português | Chay Suede                                                  |
| Começo, Meio e Fim                     | 2012 | Meu Jeito, Seu Jeito | Português | Arthur Aguiar e Lua Blanco                                  |
| Falando Sozinho                        | 2012 | Meu Jeito, Seu Jeito | Português | Mel Fronckowiak, Chay Suede, Sophia Abrahão e Lua Blanco    |
| Sonho Real                             | 2012 | Meu Jeito, Seu Jeito | Português | Mel Fronckowiak, Sophia Abrahão e Arthur Aguiar             |
| A Voz Das Estrelas                     | 2012 | Meu Jeito, Seu Jeito | Português | Micael Borges                                               |
| Recomeço                               | 2012 | Meu Jeito, Seu Jeito | Português | Chay Suede e Mel Frockowiak                                 |
| Na Mesma Frequência                    | 2012 | Meu Jeito, Seu Jeito | Português | Lua Blanco, Mel Fronckowiak e Sophia Abrahão.               |
| Aperte o Start                         | 2012 | Meu Jeito, Seu Jeito | Português | Mel Fronckowiak e Sophia Abrahão                            |